# AS-203
AS-203 war der zweite unbemannte Testflug im Rahmen des Apollo-Programms der NASA.

## Ziel
Dieser Flug diente vor allem zum Test der zweistufigen Saturn IB und deren neuer Instrumenteneinheit. Anstelle eines Apollo-Raumschiffs war nur eine Attrappe an der Spitze der Rakete montiert. Im Gegensatz zum vorherigen Testflug AS-201 war ein Erreichen der Erdumlaufbahn geplant. Das Interesse der Flugleitung galt vor allem der zweiten Stufe S-IVB nach Erreichen des Orbits. Für eine Mondlandung war eine Wiederzündung einer solchen Stufe (dann allerdings als dritte Stufe einer Saturn V) geplant, so dass es wichtig war, das Verhalten des flüssigen Treibstoffs in der Schwerelosigkeit zu kennen. Hierfür wurden 83 Sensoren und zwei Fernsehkameras in den Tank der zweiten Stufe eingebaut.

## Vorbereitung
Die einzelnen Teile der Rakete trafen auf dem Seeweg am Cape Canaveral ein: die zweite Stufe am 6. April 1966, die erste Stufe am 12. April und die Instrumenteneinheit am 14. April. Bereits am 21. April war die Rakete fertig auf der Startrampe 37B montiert. Zur selben Zeit stand die Rakete AS-202 auf der Startrampe 34. Die Lieferung des dafür vorgesehenen Apollo-Raumschiffs hatte sich verzögert. Da AS-203 ohne Raumschiff starten sollte, wurde im Frühling 1966 entschieden, die Reihenfolge zu vertauschen und AS-203 vor AS-202 zu starten.
Außer diesen beiden Saturn IB stand noch ein nicht flugfähiges Test-Exemplar der Saturn V auf der Startrampe 39A.

## Flugverlauf

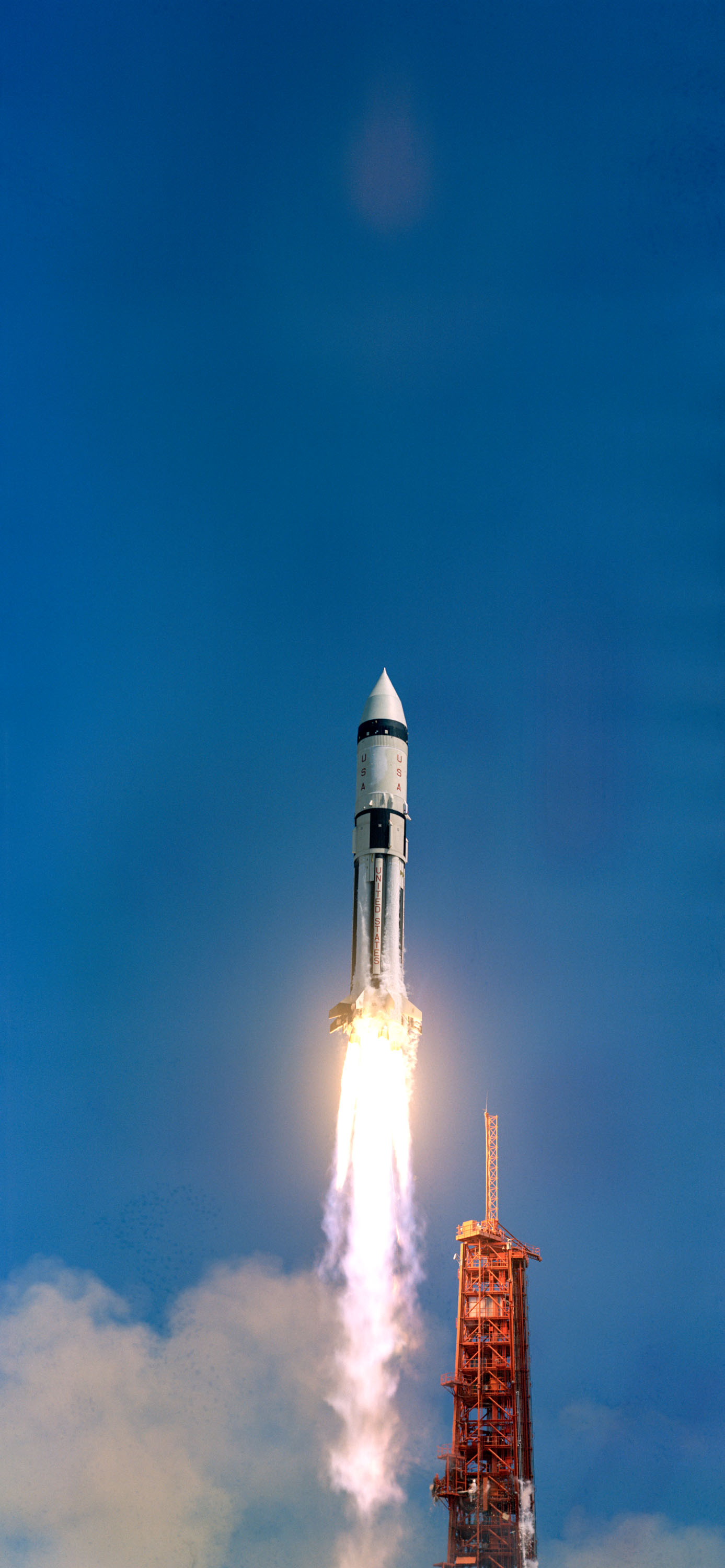
Start von AS-203

Der Countdown musste mehrere Male unterbrochen werden. Unter anderem war eine der beiden Kameras im Tank ausgefallen. Da sie nicht mit vertretbarem Aufwand repariert oder ersetzt werden konnte, wurde der Flug mit einer einzigen Kamera durchgeführt.
Der Start erfolgte problemlos. Die erste Stufe brannte 2 Minuten und 20 Sekunden, die zweite Stufe 4 Minuten und 50 Sekunden, dann waren die zweite Stufe und die Instrumenteneinheit in der Erdumlaufbahn. Die Rakete verhielt sich wie geplant, das Triebwerk konnte wie vorgesehen wieder gezündet werden. Nach vier Erdumkreisungen wurde die Druckfestigkeit der zweiten Stufe getestet, indem sie solange unter Druck gesetzt wurde, bis sie platzte. Ein Wiedereintritt oder gar eine Bergung war für diesen Flug nicht vorgesehen.

## Auswirkung auf das Apollo-Programm
Alle Ziele der Mission wurden erreicht. Die S-IVB-Stufe hatte sich als fähig erwiesen, in der Erdumlaufbahn wieder gezündet zu werden, um so zukünftig ein Apollo-Raumschiff zum Mond befördern zu können. Ein weiterer Apollo-Testflug, allerdings suborbital, sollte mit einem flugfähigen Exemplar des Apollo-Raumschiffs durchgeführt werden. Für den vierten Flug der Saturn IB war dann unter der Bezeichnung AS-204 bereits eine bemannte Mission geplant. Da bei einem Bodentest das Raumschiff in Brand geriet und die drei Astronauten ums Leben kamen (Apollo 1), wurde das Apollo-Programm  jedoch erheblich verzögert.